# Červená Rus

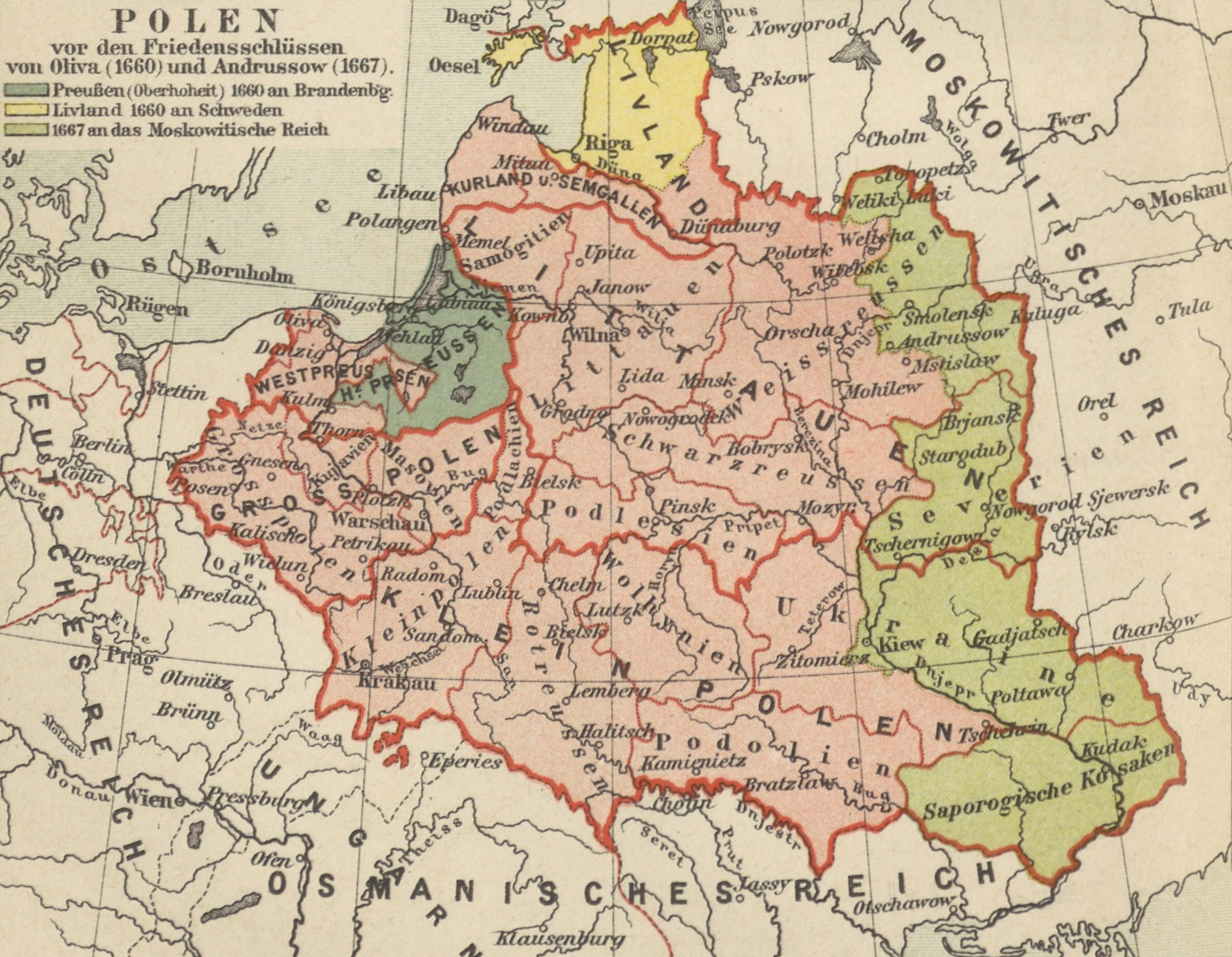
Červená Rus (Rotreussen) jako součást Rzeczpospolity po míru v Olivě (1660), Vídeň 1890

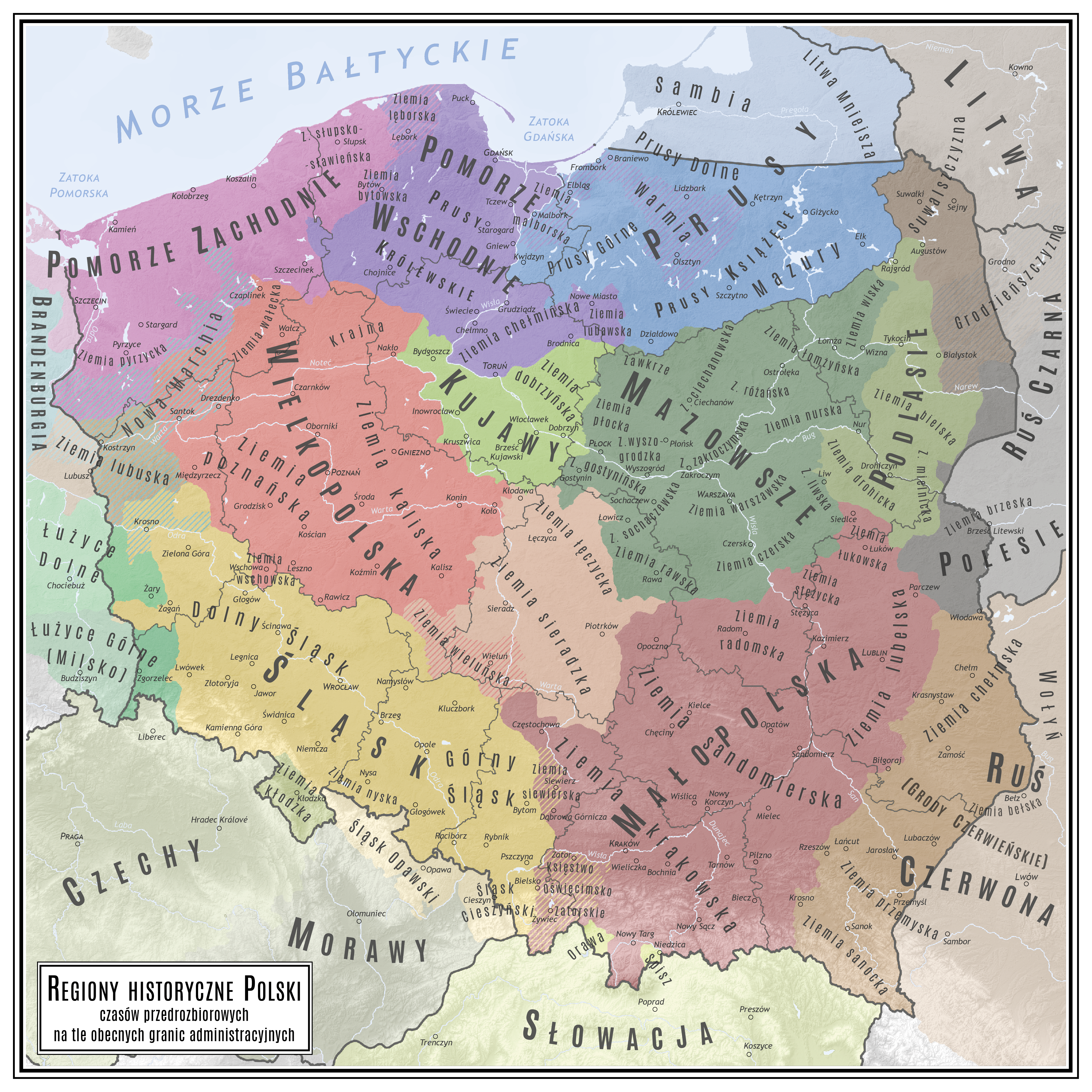
Červená Rus a další historické země Polska na pozadí moderních správních hranic

Červená Rus je označení pro historický region, z nějž větší část tvořilo území Haliče a je občas také nazýváno Červené hrady, Červoňské hrady, Červeňské hrady či Červeňská Rus. Jméno bylo zaznamenáno napřiklad v Kronice Slovanů Helmolda z Božova (Bosau) z 12. století nebo v polských pramenech v roce 1321.

## Historie
Území Červené Rusi bylo od konce 5. století osídlováno Slovany. V 10. století se západní část Červené Rusi stala součástí polského knížectví a východní část připadla Kyjevské Rusi. Po rozpadu jednotného kyjevského státu v polovině 12. století vzniklo haličské knížectví pod vládou místní větve rurikovské dynastie.

## Etymologie názvu
Etymologie názvu není zcela jasná, ale existuje teorie,[zdroj?] že pochází ze staroslovanského označování světových stran barvami, odvozenými podle slovanského boha Svantovíta se čtyřmi tvářemi směřujícími vždy na jinou světovou stranu, severní tvář byla bílá, východní byla zelená, jižní byla černá a západní byla červená, tato teorie je ale problematická, protože není známo, že by někdy existovala „Zelená Rus“, a Černá Rus leží západně od Bílé Rusi, místo aby ležela na jih.[zdroj?] Velké množství měst v regionu Červené Rusi nese jména odvozená od červené barvy.